# Solothurn S-18
Series súng trường chống tăng Solothurn S-18 (Bao gồm S-18/100, S-18/1000 và S-18/1100) do Thụy Sĩ và Đức hợp tác thiết kế trong thời kỳ Thế chiến thứ hai.

## Lược sử phát triển
Cuối thập niên 20 của thế kỷ 20, Công ty chế tạo vũ khí Solothurn Waffenfabrik AG của Thụy Sĩ được mua lại và trở thành một chi nhánh ở nước ngoài thuộc tập đoàn Rheinmetall AG khổng lồ của Đức. Solothurn phụ trách nghiên cứu phát triển và bán hàng, làm vỏ bọc cho Rheinmetall khi tập đoàn này bị Hòa ước Versailles giới hạn các hoạt động phục vụ mục đích quân sự.
Với kinh nghiệm và ý tưởng của các nhà thiết kế Đức, nhà máy Solothurn nhanh chóng phát triển một số lượng nhỏ sáng chế vũ khí, từ súng nhỏ như súng ngắn liên thanh tới cỡ nòng lớn như súng trường chống tăng, mà trong những khía cạnh nhất định gần với pháo hơn chứ không còn là vũ khí nhỏ.
S-18/100 là phiên bản Solothurn S-18 đầu tiên, cũng là súng trường chống tăng cỡ nòng lớn đầu tiên được thiết kế chế tạo, do Solothurn phát triển vào đầu thập niên 30. Đây là loại vũ khí bộ binh hạng nặng, có thể được mang vác bởi một binh sĩ nhưng chỉ trong thời gian ngắn, và chắc chắn không phù hợp để bắn như súng nhỏ thông thường. Tuy nhiên, súng đã được coi như súng trường chống tăng cỡ nòng lớn chứ không phải là pháo hạng nhẹ.
S-18/1000 là phiên bản tiếp theo với một số cải tiến. Súng thay đổi từ đạn 20x105mm B sang đạn 20x138mm B mạnh hơn. Phiên bản chọn chế độ bắn của S-18/1000 là S18-1100 "Universalwaffe" ("Universalwaffe" = Vũ khí đa năng).

## Lược sử tham chiến
Tháng 3 năm 1940, với nguồn kinh phí thu được ở Thụy Sĩ cho nỗ lực tăng cường quân bị cho cuộc Chiến tranh Mùa đông, Phần Lan đã mua mười hai khẩu S-18-154 (phiên bản của S-18/100) từ Solothurn, mặc dù trên danh nghĩa được mua từ Quân đội Thụy Sĩ. Súng đến tay Quân đội Phần Lan vào mùa xuân sau khi chiến tranh đã kết thúc, nhưng sau đó được sử dụng trong cuộc Chiến tranh Tiếp nối cho đến tận đầu năm 1944. Vào thập niên 1930, S-18/100 được coi là hiện đại. Tuy nhiên, súng sớm lỗi thời cho vai trò chống tăng khi các xe tăng T-34, KV-1 xuất hiện ồ ạt trên chiến trường. S18-100 cũng được bán cho Đức, Ý, Hungary...
Một phiên bản của S-18/100 là Solothurn-Arsenal do Estonia sản xuất không bản quyền từ 1937 tới 1940. Chỉ có 10 khẩu xuất xưởng trước khi nước này bị Liên Xô chiếm đóng.
Giai đoạn 1940 - 1941 Quân đội Hoa Kỳ xem xét việc trang bị Solothurn S-18/1000. Vũ khí được đặt tên tiêu chuẩn hóa cho mua sắm hạn chế là "Súng tự động T3 20mm". Mùa xuân năm 1941, Solothurn S-18/1000 được thử nghiệm cùng Súng tự động T4.90-cal. Mặc dù không mạnh bằng nhưng S-18/1000 ít cồng kềnh, phức tạp và phù hợp hơn cho quân đội sử dụng hơn T4. Kế hoạch tìm kiếm một đơn đặt hàng 50 khẩu, và sau đó sản xuất vũ khí này ở Mỹ. Tuy nhiên các cuộc đàm phán hợp đồng kéo dài dẫn đến ý tưởng trên bị từ bỏ. S-18/1000 được lực lượng vũ trang các nước Đức, Ý, Tiệp Khắc, Hà Lan, Estonia, Rumani, Hungary, Nam Tư sử dụng.
S18-1100 cũng tìm được đơn đặt hàng của Đức, Ý, Hà Lan và Thụy Sĩ. Đức gọi súng là Pz.B.41(s).

## Cơ cấu hoạt động, tính năng kĩ chiến thuật
S-18/100 và S-18/1000 là súng trường chống tăng cỡ nòng lớn, bán tự động sử dụng máy lùi ngắn. Nòng súng tiếp xúc với khóa nòng thông qua các bánh xoay nhỏ ở bịt đáy nòng. Các bánh xoay này có một loạt mấu ở mặt trong. Khi súng giật, các bánh xoay bị ép quay một khoảng nhả khóa nòng lùi tự do về phía sau cho đến khi bị bộ đệm giữ lại. Vỏ đạn cũng bị hất ra ngoài trong lúc khóa nòng lùi. Khi khóa nòng bị lò xo đẩy về đẩy trở lại, đạn trong hộp tiếp đạn được móc lên, đẩy vào buồng đạn và cuối cùng bịt đáy nòng đóng khi khóa nòng về hết. S-18/1100 cũng có kiểu máy tương tự nhưng được cải tiến thành tự động thay vì bán tự động.
S-18/100 dùng đạn 20x105mm B như pháo tự động S-18/350 dùng cho máy bay sau này. Nòng S-18/100 có cụm bộ phận tản giật/loa che lửa. Các phiên bản S-18/1000 và S-18/1100 dùng đạn 20x138mm B dài và mạnh hơn. Đạn này cũng được sử dụng cho pháo phòng không tự động FlaK 30 và FlaK 38 Súng nặng và dài hơn, nòng dài hơn và bộ phận tản giật hiệu quả hơn.
Sức xuyên của đạn 20x105mm B có thể tham khảo ở bảng dưới đây:
| Cự li | XXX | Góc chạm | Khả năng xuyên | XXX | Góc chạm | Khả năng xuyên |
| ----- | --- | -------- | -------------- | --- | -------- | -------------- |
| 100 m |     | 90 độ    | 35 mm          |     | 60 độ    | 22 mm          |
| 300 m |     | 90 độ    | 27 mm          |     | 60 độ    | 18 mm          |
| 500 m |     | 90 độ    | 23 mm          |     | 60 độ    | 16 mm          |

Hộp tiếp đạn của Solothurn S-18 rất lớn, thường là loại 10 viên, được lắp vào súng thông qua cửa móc đạn bên trái bệ khóa nòng. S-18/100 còn có loại hộp tiếp đạn 5 viên. S-18/1000 và S-18/1100 thậm chí có thể sử dụng hộp tiếp đạn 20 viên rất lớn của pháo phòng không FlaK 30/38.
Súng có giá hai chân phía trước, chân chống đơn ở cuối báng để tăng độ ổn định khi ngắm bắn. Mặc dù có bộ phận tản giật ở đầu nòng và đệm đế báng, sức giật của súng vẫn vô cùng mạnh. Thêm vào đó, kích thước và trọng lượng của súng, đạn và hộp tiếp đạn gây khó khăn khi mang vác trên chiến trường.
Một ưu điểm nổi bật của súng so với các súng trường chống tăng cùng loại là kính ngắm 2.5X làm tăng khả năng ngắm chính xác của xạ thủ.